# Projekt 11661
Projekt 11661, von russischer Seite auch als Gepard-Klasse (russisch „Гепард“) bezeichnet, ist eine Klasse von Fregatten der russischen und vietnamesischen Marine.

## Beschreibung
Das Projekt 11661 wurde als „kleines U-Bootabwehrschiff“ und Weiterentwicklung der Grischa-Klasse (Projekt 1124) entworfen.
Das erste Schiff der Klasse wurde 1991 in der Schiffswerft Selenodolsk auf Kiel gelegt. Finanzielle Schwierigkeiten verzögerten allerdings die Fertigstellung, so dass es erst 2001 in Dienst gestellt wurde. Zwei weitere Schiffe befinden sich derzeit im Bau.

## Technik
Die Fregatten sind 102,1 m lang und 13,1 m breit bei einem Tiefgang von 5,6 m bei einer Verdrängung von 1500 t. Rumpf und Aufbauten bestehen größtenteils aus Stahl. Der Antrieb besteht aus einer CODAG-Anlage mit einem 5.884-kW-Dieselmotor und zwei Gasturbinen mit je 21.300 kW. Neben diversen Radarsystemen und einem in der Schiffshülle montierten Sonarsystem ist ein Schleppsonar vorhanden.

## Bewaffnung
An beiden Seiten ist je ein Vierfachstarter für SS-N-25-Anti-Schiff-Raketen vorhanden.
Am Bug ist ein 76-mm-Geschütz AK-176 mit 500 Schuss Munition installiert. Die Kadenz beträgt bis zu 120 Schuss pro Minute, die Reichweite 15 km. Dieses Geschütz eignet sich auch zur Abwehr von Marschflugkörpern wie der AGM-84 Harpoon oder BGM-109 Tomahawk.
Ein OSA-M-Doppelstarter mit 20 4K33-Osa-M-Raketen ist zur Luftabwehr vorhanden. Zur Nahbereichsverteidigung dienen zwei sechsläufige AK-630-Geschütze mit je 2000 Schuss Munition. Die Kadenz beträgt 5000 Schuss pro Minute.
Zur U-Jagd sind ein RBU-6000-Wasserbombenwerfer und vier 533-mm-Torpedorohre montiert.
Vier PK-16-Täuschkörperwerfer dienen dem Schutz vor IR- und radargelenkten Flugkörpern.

## Weitere Varianten
Für den Export werden weitere Versionen angeboten.
- Gepard 1: Das Schleppsonar entfällt, dafür ist ein Helipad vorhanden.
- Gepard 2: Das Schleppsonar und das OSA-M entfallen, dafür sind ein Helipad und ein Hangar vorhanden.
- Gepard 3: Breite wurde auf 13,8 m und die Verdrängung auf 2100 t maximal erhöht. Anstelle der AK-630-Geschütze ist ein einzelnes CADS-N-1-CIWS im Bug installiert. Über dem Schleppsonar befindet sich ein Helipad und anstelle des OSA-M ein Hangar.
- Gepard 4: Unbewaffnetes SAR-Schiff mit Hangar und Helipad.
- Gepard 5: Helipad und vergrößerte Reichweite (6000 sm bei 10 kn); die Gasturbinen wurden durch Diesel mit 2 × 5.884 kW ersetzt, die Maximalgeschwindigkeit verringert sich auf 23 kn.

## Einheiten

### Russland

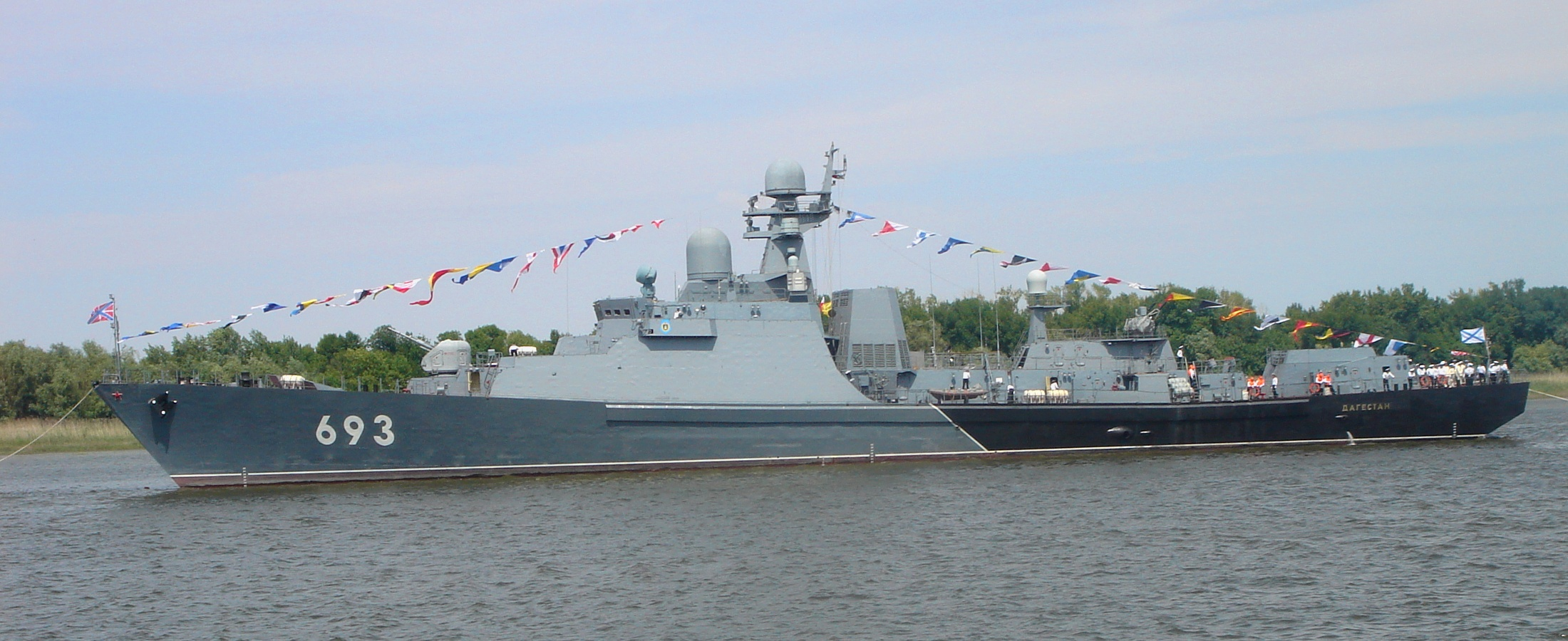
Projekt 11661 Dagestan 2012

- Tatarstan: In Dienst gestellt 2001, Flaggschiff der Kaspischen Flottille.
- Dagestan: Am 28. November 2012 bei der Kaspischen Flottille in Dienst gestellt.[2]
- Burewestnik: In Bau, Zustand unbekannt.

### Vietnam

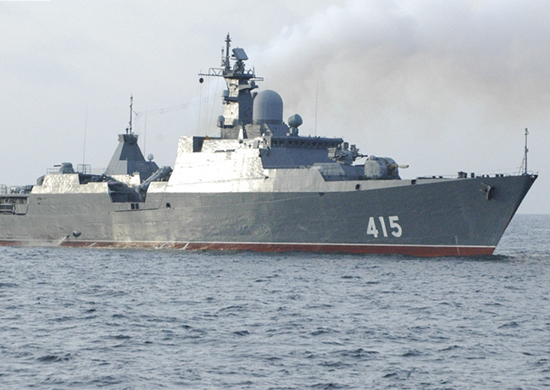
Projekt 11661 Dinh Tien Hoang 2015

Die vietnamesische Marine unterzeichnete im Dezember 2006 einen Vertrag zum Kauf von zwei Fregatten der Gepard-Klasse. Die Schiffe wurden auf der Werft Selenodolsk in Tatarstan gebaut und zu Wasser gelassen. Die Fertigstellung erfolgte in Kronstadt. Gegenüber den russischen Schiffen erfüllen die Schiffe einige spezielle vietnamesische Anforderungen: Sie verdrängen bei gleicher Länge 2.100 Tonnen bei einem leicht auf 3,70 m vergrößerten Tiefgang. Sie besitzen Aufbauten mit Stealth-Eigenschaften und sind für den Betrieb von Bordhubschraubern ausgestattet. Die Reichweite soll bei 10 kn 5.000 Seemeilen betragen. Die beiden Fregatten wurden 2011 in Dienst gestellt. Laut dem Geschäftsbericht 2014 der russischen Selenodolsk-Werft bestellte Vietnam zwei weitere Einheiten. Diese sind seit 2018 in Dienst (siehe unten).
| Kennung | Name            | Kiellegung         | Stapellauf        | In Dienst       | Stützpunkt   |
| ------- | --------------- | ------------------ | ----------------- | --------------- | ------------ |
| HQ-011  | Dinh Tien Hoang | 10. Juli 2007      | 12. Dezember 2010 | 23. März 2011   | Cam Ranh Bay |
| HQ-012  | Ly Thai To      | 27. November 2007  | 16. März 2011     | 22. August 2011 | Cam Ranh Bay |
| HQ-013  | Tran Hung Dao   | 24. September 2013 | 27. April 2016    | 6. Februar 2018 | Cam Ranh Bay |
| HQ-014  | Ngo Quyen       | 24. September 2013 | 26. Mai 2016      | 6. Februar 2018 | Cam Ranh Bay |

## Belege und Verweise

### Bemerkungen
1. ↑  Projekt 11661 wird gelegentlich auch als Projekt 1166.1 beschrieben, in diesem Artikel wurde jedoch die Schreibweise benutzt, die auch die Bauwerft und das russische Verteidigungsministerium auf ihren Internetpräsenzen führen.